# 阮福盛
阮福盛（1988年12月18日—），藝名，越南青年歌手。他的藝名中將自己的姓氏改為"Noo"，是因為自己的生日臨近聖誕節，而越南通常借用法語中聖誕節的說法"Noel"。阮福盛曾受過很好的高等教育，但由於多種原因，選擇了藝術之路，試圖在越南的音樂愛好者特別是年輕人心中樹立特殊的形象。